# حاجي بلخان
حاجي بلخان (بالفارسية: حاجی بلخان) هي قرية تقع في غلستان في إيران. يقدر عدد سكانها بـ 1,552 نسمة .